# Agroeca lusatica
Agroeca lusatica – gatunek pająka z rodziny obniżowatych.
Gatunek ten opisany został w 1875 roku przez Ludwiga Kocha jako Liocranum lusaticum. Do rodzaju Agroeca przeniesiony został w 1902 roku przez Friedricha Wilhelma Bösenberga.
Samce osiągają od 4,2 do 5,2 mm, a samice od 4,4 do 6,8 mm długości ciała. Karapaks zmierzony u samca o długości ciała 4,8 mm miał 2,19 mm długości oraz 1,76 mm szerokości, zaś u czterech samic od 2,8 do 2,45 mm długości i od 1,66 do 1,87 mm szerokości. Ubarwienie karapaksu może być od złotożółtego przez ciemnoczerwone po brązowe. Wzdłuż bocznych brzegów karapaksu rozmieszczone są cztery pary zbieżnych ku środkowi znaków ciemnobrązowej barwy. Szczękoczułki są złotożółte, a sternum żółtawobrązowe z ciemniejszymi krawędziami. Opistosoma (odwłok) jest ciemnoczerwona, złotobrązowa lub brązowa, na wierzchu z ciemnobrązowym wzorem, a na spodzie z trzema ciemnymi, łamanymi liniami. Barwa odnóży jest złociście brązowa ze słabo zaznaczonym obrączkowaniem na goleniach, nastopiach i stopach oraz z czarnymi, długimi kolcami na stronach grzbietowych ud pierwszej i drugiej pary. 
Nogogłaszczki samca mają małą, zakrzywioną i skośnie zakończoną apofizę retrolateralną, apofizę medialną zaopatrzoną w długi i spiczasty hak, a apofizę tegularną spiczasto zakończoną. Embolus jest wąski, zakrzywiony na szczycie. Dłuższa niż szersza, złociście brązowo owłosiona płytka płciowa samicy ma sercowaty przedsionek z krótką, owłosioną przegrodą na przedzie oraz zbieżne pod ostrym kątem beleczki kutykularne. Przewody wprowadzające wulwy są silnie zakrzywione. Położone blisko bruzdy epigastrycznej zbiorniki nasienne mają zakrzywiony kształt.
Pająk znany z Hiszpanii, Francji, Wielkiej Brytanii, Belgii, Holandii, Niemiec, Włoch, Danii, Szwecji, Finlandii, Estonii, Polski, Litwy, Czech, Słowacji, Węgier, Białorusi, Ukrainy, Rumunii, Bułgarii, Macedonii, Rosji, Grecji i Kazachstanu. Bardzo rzadko spotykany. Zamieszkuje siedliska suche i słoneczne jak wydmy, suche łąki i bory sosnowe. Osobniki dorosłe aktywne są przez cały rok.